# Edward Snowden
Edward Joseph Snowden, ameriški obveščevalec in žvižgač, * 21. junij 1983, Elizabeth City, Severna Karolina.
Snowden je bivši pogodbeni sodelavec ameriške nacionalne varnostne agencije NSA, ki je junija leta 2013 razkril informacije o ameriškem nadzoru telefonskih in spletnih informacij v ZDA in tujini. Snowden je objavil različne strogo zaupne dokumente programov NSA, kamor sodi tudi t. i. nadzorni program PRISM.

## Življenje in kariera
Snowden se je rodil leta 1983 v Elizabeth City, v Severni Karolini. Njegov oče Lonnie Snowden je bil uslužbenec obalne straže, njegova mama Wendy Snowden pa uradnica na sodišču. Hotel je služiti svoji domovini kot član specialnih enot, vendar leta 2004 zaradi obeh zlomljenih nog ni opravil urjenja. Nato se je zaposlil v Centralni obveščevalni agenciji (CIA - Central Intelligence Agency). Pozneje je izstopil iz agencije in se leta 2009 zaposlil pri pogodbenem partnerju Nacionalne varnostne agencije (NSA – National Security Agency), v podjetju Dell, ki upravlja računalniške sisteme za več vladnih agencij. Zaradi zelo dobrega opravljanja dela in reševanja problemov je dobil dostop do vseh podatkovnih baz NSA.
Leta 2013 se je Snowden odločil, da kopira in širši javnosti razkrije podatke Nacionalne varnostne agencije. To je storil v prepričanju, da si ljudje zaslužijo vedeti, kaj počne NSA ter da jih nadzorujejo brez njihovega vedenja in vdirajo v njihovo zasebnost.
V času, ko so mediji objavljali zgodbe, se je Snowden skrival v Hongkongu. Pozneje je iz Hongkonga z letalom odletel v Moskvo. ZDA so mu preklicale potni list in zahtevale njegovo izročitev, vendar mu je Rusija ponudila enoletni azil z možnostjo podaljševanja. Do danes naj bi živel v Rusiji.

## NSA
Ameriška Nacionalna varnostna agencija (NSA) je bila ustanovljena po 2. svetovni vojni leta 1952. Ustanovili so jo, da bi lahko pridobivali in analizirali informacije ter dekodirali šifrirana sporočila. Vse to pa z namenom ubranitve oziroma preprečitve terorističnih napadov.
Po tem, ko je Snowden predal podatke NSA novinarjem, so ti razkrili dokumente, s katerimi so dokazovali, kaj naj bi Agencija počela, brez vedenja javnosti. Ti dokumenti govorijo o:
- Programu Prism, s katerim so zbirali vsebino devetih spletnih podjetij, med njimi Google, Skype, Facebook, Yahoo. Če bi program PRISM zatajil, bi NSA vdrla v podatkovni center podjetja Google in Yahoo;

- programu Dishfire, ki prestreza kratka sporočila (SMS);

- programu MYSTIC, ki prestreže telefonske klice v dveh državah, Bahamih in Afganistanu;

- sistemu XKeyscore, ki ga uporabljajo za iskanje podatkov po internetu;

- programu Tempora, preko katerega sodelujeta GCHQ (britanska vohunska agencija) in NSA. GCHQ je podtikal optične kable po vsem svetu za prestrezanje podatkov svetovnega spleta. Te podate so nato preko programa Tempora posredovali Nacionalni varnostni agenciji.

NSA ima na voljo tudi skupino hekerjev, ki vdirajo v računalnike in širijo zlonamerno programsko opremo. Izvajajo prikrite operacije in vohunske aktivnosti, ko druge nadzorne taktike odpovedo. Delujejo pod imenom Tailored Access Operations (TAO). Ameriška Nacionalna varnostna agencija vohuni za drugimi državami in vsaj 122 svetovnimi voditelji. 

## Film
Film z naslovom Snowden, je bil posnet po dveh knjigah, Dosje Snowden (The Snowden Files: The Inside Story of the World's Most Wanted Man), ki jo je napisal Luke Harding in Time of the Octopus, ki jo je napisal Anatoly Kucherena.
V biografsko političnem trilerju ga upodablja Joseph Gordon-Levitt. V filmu igrajo še Shailene Woodley, ki igra Edwardovo dolgoletno dekle, zdaj že ženo, Lindsay Mills, Nicolas Cage, Melissa Leo in mnogi drugi. V njem nastopi tudi sam Edward Joseph Snowden. Film je režiral Oliver Stone, ki velja za enega izmed najbolj provokativnih filmskih režiserjev. Scenarista sta Kieran Fitzgerald in Oliver Stone. Ko sta pisala scenarij, sta vse podatke preverila pri Snowdnu. V filmu sta predvsem hotela predstaviti Edwardovo razmerje z Lindsay Mills, ki ima pomemben vpliv na njegovo življenje.